# DNA Tour (álbum)
DNA Tour é o segundo álbum ao vivo e de vídeo da carreira da cantora pop brasileira Wanessa Camargo, lançado em 30 de abril de 2013. O disco vendeu cerca de 40 mil cópias no país.

## Desenvolvimento
Em 15 de novembro de 2012 a cantora gravou o seu segundo álbum ao vivo, DNA Tour, em São Paulo, com o coreógrafo Bryan Tanaka, conhecido por trabalhar com artistas internacionais, como Rihanna e Beyoncé.
A gravação ocorreram no HSBC Brasil casa de espetáculos localizada na Chácara Santo Antônio. O DVD contou com a participação dos cantores Naldo Benny e Preta Gil. Cinco músicas inéditas foram gravadas, entre elas "Messiah", "Deixa Rolar" (escrita por Naldo Benny especialmente para o DVD), "Shine It On", "Atmosphere" e "Hair & Soul". Além disso uma regravação, a faixa 10, "You Can't Break a Broken Heart", que foi composta pela compositora norte-americana Diane Warren e gravada pela primeira vez pela cantora Kate Voegele em seu álbum de estréia.

## Singles
"Hair & Soul": Lançado em 14 de dezembro de 2012 como primeiro single do projeto. Tendo o vídeo musical patrocinado pela Wella cosméticos, a qual Wanessa era garota propaganda na ocasião. Sendo o "carro-chefe" do CD. A canção foi escolhida por Wanessa como tema principal para divulgação da primeira parte da turnê DNA Tour e o encerramento da DNA Reloaded Tour, no qual a mesma ganhou uma coreografia criada pelo estadunidense Bryan Tanaka.
"Shine It On": Foi lançado como segundo single em 17 de abril de 2013. Teve um vídeo musical ao vivo que liberado dois dias depois, em 19 de abril. O vídeo musical da música, é uma versão ao vivo, extraído do DVD, DNA Tour da cantora, no HSBC Brasil, em São Paulo. Conta com Wanessa entre efeitos de luz e muito bailarinos acompanhando a cantora durante a coreografia.
"Turn It Up": Lançada como terceiro e último single em 21 de novembro de 2013, a faixa conta com a participação do rapper estadunidense Soulja Boy como parte do relançamento do álbum. O vídeo foi dirigido por Andie Fonseca em 4 de fevereiro de 2014. O lançamento ocorreu de 24 de março, trazendo cenários em discoteca e elementos de dança da capoeira.

## Lista de faixas
| DNA Tour – DVD |                                                   |                                                                      |         |  |
| N.º            | Título                                            | Compositor(es)                                                       | Duração |  |
| 1.             | "Blind Faith (Intro)"                             | Wanessa / Fabianno Almeida                                           | 1:22    |  |
| 2.             | "DNA"                                             | Jason Gill / Robin Lennart Fredriksson / Mattias Per Larsson / Loren | 5:23    |  |
| 3.             | "Stuck on Repeat" (Dave Audé Remix)               | Alexandre James / Michael Jay / Andre Lindal                         | 5:27    |  |
| 4.             | "Get Loud!"                                       | Fabianno Almeida                                                     | 3:18    |  |
| 5.             | "Murder"                                          | Ronny Svendsen/ Anne Judith Wik/ Robin Jenssen/ Nermin Harambasic    | 3:54    |  |
| 6.             | "Messiah"                                         | Josef Larossi / Andreas 'Quiz' Romdhana / Ina Wroldsen               | 3:41    |  |
| 7.             | "Fly"                                             | Deeplick / Denilson Miller / Marcelo Mira / Ja Rule / Samille        | 4:08    |  |
| 8.             | "Deixa Rolar" (com a participação de Naldo Benny) | Naldo Benny                                                          | 4:03    |  |
| 9.             | "Não Me Leve a Mal"                               | Deeplick / Denilson Miller / Marcelo Mira / Samille                  | 4:48    |  |
| 10.            | "Sem Querer"                                      | Jason Deere / César Lemos / Jamie Richard                            | 3:35    |  |
| 11.            | "Não Resisto a Nós Dois"                          | Zé Henrique / Sérgio Knust / Marcelão / Carlos Colla                 | 4:44    |  |
| 12.            | "You Can't Break a Broken Heart"                  | Diane Warren                                                         | 3:38    |  |
| 13.            | "Amor, Amor" (com a participação de Preta Gil)    | César Lemos / Karla Aponte                                           | 3:28    |  |
| 14.            | "Blow Me Away"                                    | Jason Gill / Katt Rockell                                            | 4:12    |  |
| 15.            | "Shine It On"                                     | Josef Larossi / Andreas 'Quiz' Romdhana / Ina Wroldsen               | 3:17    |  |
| 16.            | "Atmosphere"                                      | Jason Deere / Bryan Gentry / Paul Couture                            | 3:53    |  |
| 17.            | "Hair & Soul"                                     | Fabianno Almeida / Ali Pierre Gaschani                               | 4:13    |  |
| 18.            | "Worth It" (Mister Jam Remix)                     | Michael Jay / Johnny Pedersen / Mary Little                          | 4:43    |  |
| 19.            | "Sticky Dough"                                    | Ronny Svendsen / Anne Judith Wik / Robin Jenssen / Nermin Harambasic | 3:50    |  |
| 20.            | "Falling for U"                                   | Fabianno Almeida / Ian Duarte                                        | 7:01    |  |
| Duração total: | Duração total:                                    | Duração total:                                                       | 1:48:50 |  |

| DNA Tour – CD  |                                          |                                                                |         |  |
| N.º            | Título                                   | Compositor(es)                                                 | Duração |  |
| 1.             | "Blind Faith" (Intro)                    | Wanessa Camargo Fabianno Almeida                               | 1:22    |  |
| 2.             | "DNA"                                    | Jason Gill Robin Lennart Fredriksson Mattias Per Larsson Loren | 5:23    |  |
| 3.             | "Stuck on Repeat" (Dave Audé Remix)      | Alexandre James Michael Jay Andre Lindal                       | 5:27    |  |
| 4.             | "Get Loud!"                              | Almeida                                                        | 3:18    |  |
| 5.             | "Messiah"                                | Josef Larossi Andreas 'Quiz' Romdhana Ina Wroldsen             | 3:41    |  |
| 6.             | "Fly"                                    | Deeplick Denilson Miller Marcelo Mira Ja Rule Samille          | 4:08    |  |
| 7.             | "Deixa Rolar" (com part. de Naldo Benny) | Naldo Benny                                                    | 4:03    |  |
| 8.             | "Não Me Leve a Mal" ("Let Me Live")      | Deeplick Miller Mira Samille                                   | 4:48    |  |
| 9.             | "Não Resisto a Nós Dois"                 | Zé Henrique Sérgio Knust Marcelão Carlos Colla                 | 4:44    |  |
| 10.            | "You Can't Break a Broken Heart"         | Diane Warren                                                   | 3:38    |  |
| 11.            | "Amor, Amor" (com part. de Preta Gil)    | César Lemos Karla Aponte                                       | 3:28    |  |
| 12.            | "Blow Me Away"                           | Gill Katt Rockell                                              | 4:12    |  |
| 13.            | "Shine It On"                            | Larossi Andreas 'Quiz' Romdhana Wroldsen                       | 3:17    |  |
| 14.            | "Atmosphere"                             | Jason Deere Bryan Gentry Paul Couture                          | 3:53    |  |
| 15.            | "Hair & Soul"                            | Almeida Ali Pierre Gaschani                                    | 4:13    |  |
| 16.            | "Worth It" (Mister Jam Remix)            | Michael Jay Johnny Pedersen Mary Little                        | 4:43    |  |
| 17.            | "Sticky Dough"                           | Ronny Svendsen Anne Judith Wik Robin Jenssen Nermin Harambasic | 3:50    |  |
| 18.            | "Falling for U"                          | Almeida Ian Duarte                                             | 7:01    |  |
| Duração total: | Duração total:                           | Duração total:                                                 | 1:15:09 |  |

| DNA Tour – Faixa bônus do relançamento do CD |                                        |                             |         |  |
| N.º                                          | Título                                 | Compositor(es)              | Duração |  |
| 19.                                          | "Turn It Up" (com part. de Soulja Boy) | Almeida Ali Pierre Gaschani | 3:37    |  |
| Duração total:                               | Duração total:                         | Duração total:              | 1:18:46 |  |

| DNA Tour – Faixas bônus da edição deluxe do iTunes |                                                               |                                                        |         |  |
| N.º                                                | Título                                                        | Compositor(es)                                         | Duração |  |
| 19.                                                | "Turn It Up" (feat. Soulja Boy)                               | Fabianno Almeida / Ali Pierre Gaschani                 | 3:37    |  |
| 20.                                                | "Shine It On (Mister Jam Vs. Victor Reis Explosive Club Mix)" | Josef Larossi / Andreas 'Quiz' Romdhana / Ina Wroldsen | 5:19    |  |
| 21.                                                | "Shine It On (Gustavo Assis Remix)"                           | Josef Larossi / Andreas 'Quiz' Romdhana / Ina Wroldsen | 6:33    |  |
| 22.                                                | "Shine It On (Altar Remix)"                                   | Josef Larossi / Andreas 'Quiz' Romdhana / Ina Wroldsen | 6:37    |  |
| 23.                                                | "Shine It On (Wellpunisher Remix)"                            | Josef Larossi / Andreas 'Quiz' Romdhana / Ina Wroldsen | 7:04    |  |
| 24.                                                | "Shine It On (Alex Dubbing Remix)"                            | Josef Larossi / Andreas 'Quiz' Romdhana / Ina Wroldsen | 8:32    |  |
| 25.                                                | "Shine It On (Phil Monnerat Remix)"                           | Josef Larossi / Andreas 'Quiz' Romdhana / Ina Wroldsen | 4:56    |  |

## Posições nas paradas
| Parada (2013)                 | Posição |
| ----------------------------- | ------- |
| Brasil — Top 20 Musical DVD's | 6       |
| Brasil — Top 30 Álbuns        | 20      |